# 伊達市 (福島縣)
伊達市（日语：／ Date shi */?）是福島縣北部的一個城市。設立于2006年1月1日，由伊達郡的伊達町、梁川町、保原町、靈山町、月舘町合併而成。

## 外部連結
- 官方网站 （日語）